# 约翰·伍登
约翰·罗伯特·伍登（英語：John Robert Wooden，1910年10月14日—2010年6月4日），美国篮球运动员及教练。他长期执教加州大学洛杉矶分校棕熊队男篮，率队在12年间史无前例地赢下10次NCAA全国冠军，包括1967-1973年创记录的七连冠。约翰·伍登于1975年结束教练生涯，2003年获得美国平民最高荣誉——总统自由勋章。2010年在医院自然死亡。

## 早年和球员生涯

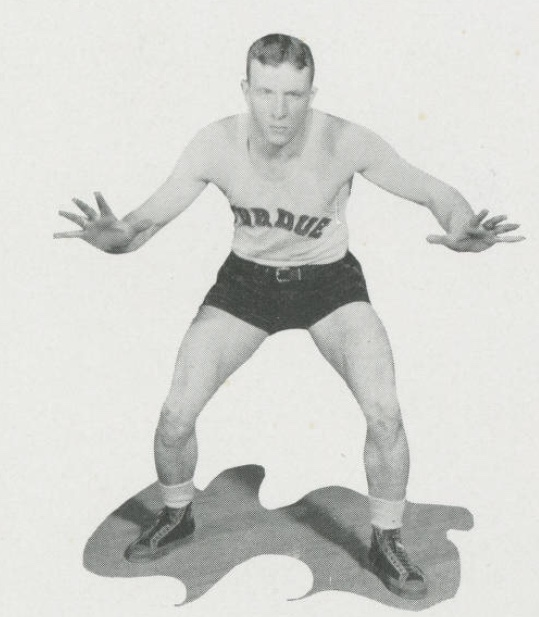
约翰·伍登于普渡大学

约翰·伍登于1910年10月14日出生于印地安纳州霍尔，1918年随家人搬到印地安纳州森特顿的小农场。在他14岁时，全家又搬到印地安纳州马丁斯维尔。1927年，他带领高中篮球队夺得州内冠军。
1928年，他从高中毕业，入学普渡大学，师从沃德·兰伯特打球，司职后卫。在他的大四赛季（1931-32赛季），普渡大学打出了17胜1负的亮眼战绩，伍登凭借场均12.1分的表现（彼时篮球得分普遍很低）当选赫尔姆斯基金会大学篮球年度最佳球员。他在比赛中会不顾一切地上篮，并经常摔在球场地板上，因而获得了“印第安纳橡皮人”的绰号。
当他大学毕业时，正值大萧条最严重的时期。他在国家篮球联盟（NBL）打了几年职业篮球，主要效力于印第安纳波利斯考特斯基队，每场比赛能挣50美元，1937-38赛季他入选NFL一阵。与此同时，他还在肯塔基州代顿和印第安纳州南本德的高中执教。第二次世界大战时期，他服役于美国海军，1946年以海军上尉军衔退役。

## 教练生涯

### 印州师范起步
约翰·伍登于1946年自海军退役后，前往印第安纳州立师范学院（现为印第安纳州立大学）执教篮球队，并兼职体育总监和棒球队教练。1947年，其带领的篮球队获得全国大学校际篮球协会（NAIB，即全國大學校際體育協會NAIA的前身）的全国锦标赛邀请，但由于NAIB禁止黑人球员参赛，伍登拒绝了参赛邀请。1948年，NAIB修改政策允许黑人球员参赛，伍登带队打入全国锦标赛总决赛，最终不敌路易维尔大学屈居亚军。

### 接手UCLA

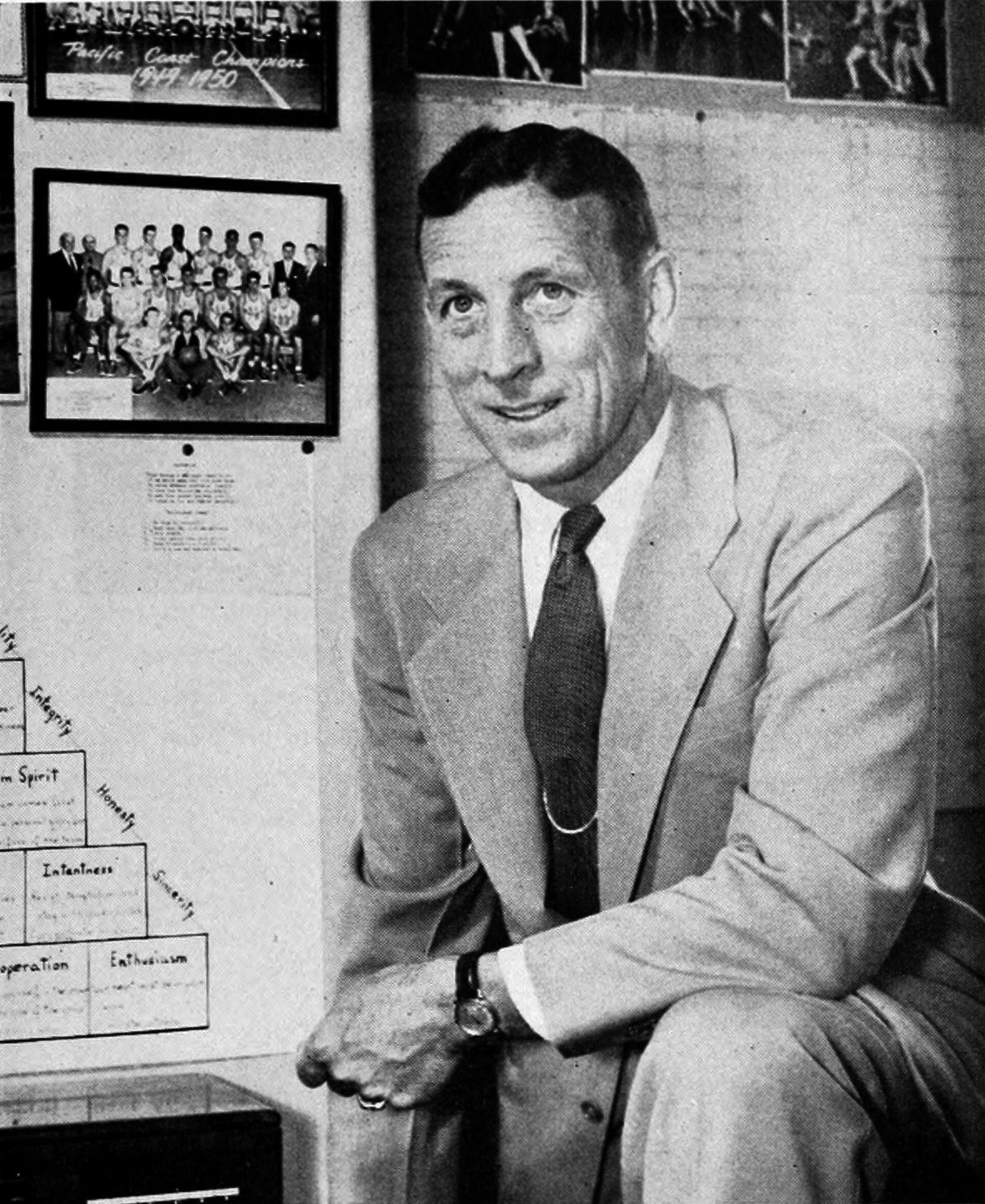
约翰·伍登于1960年

1948年，约翰·伍登前往加利福尼亚大学洛杉矶分校（UCLA）担任篮球队教练。在他接手之前，UCLA只拿到过2次联盟冠军，上一年的战绩为12胜13负。伍登接收后，赋予了球队全新的进攻体系，在头一年便取得22胜7负的战绩。第二年，即1949-50赛季，他带队夺得了太平洋海岸联盟冠军。在接下来的几年内，其执教表现可圈可点，但无奈同联盟对手更胜一筹，UCLA始终未能在NCAA锦标赛上取得突破，而同联盟的旧金山大学（1955、1956年，拥有比尔·拉塞尔）和加利福尼亚大学伯克利分校（1959年）则在该时期斩获NCAA总冠军。与此同时，太平洋海岸联盟爆发丑闻，联盟内的数支美式橄榄球校队向球员提供了秘密资金，UCLA亦在其中。此次事件导致UCLA全校运动项目于1957年起受到3年的纪律制裁，太平洋海岸联盟也于1959年分崩离析。

### 开创UCLA王朝

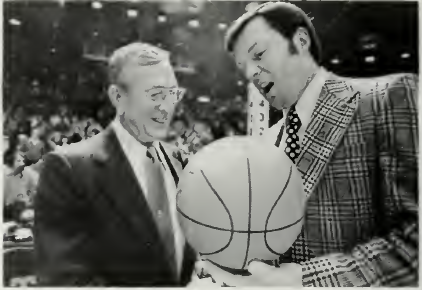
约翰·伍登于1973年

1961-1962赛季，UCLA从制裁中恢复过来，杀入NCAA锦标赛四强，在半决赛中以70-72惜败于辛辛纳提大學。1963-64赛季，UCLA集齐了五名快攻球员——沃尔特·哈泽德、盖尔·古德里奇、弗莱德·斯劳特、基思·埃里克森、杰克·赫希，无一人身高过2米。约翰·伍登采纳助教杰里·诺曼的建议，改打快速突破和区域紧逼防守战术，球队自此拉开了王朝序幕。在当赛季的NCAA锦标赛总决赛上，UCLA对阵上了仍处在种族隔离中的杜克大学蓝魔队，UCLA的快节奏打法造成了更高、更慢的杜克大学全场29次失误，最终以98-83赢下总决赛，UCLA收获了队史上首座NCAA篮球锦标赛总冠军。
1964-65赛季，UCLA成功卫冕NCAA锦标赛冠军，盖尔·古德里奇和普林斯顿大学的比尔·布拉德利分享了年度最佳球员的荣誉。1965-66赛季，UCLA在西部大学运动协会内部排名落后于俄勒冈州立大学，未能进入NCAA锦标赛。1966-67赛季，阿尔辛多（后改名为贾巴尔）开始为校队首发出战。在阿尔辛多的带领下，UCLA取得三年三连冠，阿尔辛多同时连续三年当选最傑出球員。其中1967-68赛季起，NCAA更是鉴于阿尔辛多的表现而禁止了扣篮（直到1976-77赛季才解禁）。
在阿尔辛多毕业后，史蒂夫·帕特森在不被众人看好的情况下接任中锋。UCLA继续赢下了2座NCAA锦标赛冠军，在1970-71赛季的总决赛以68-62击败维拉诺瓦大学的比赛中，史蒂夫·帕特森一人砍下了29分。在同一时期，约翰·伍登和队员的关系陷入危机。球队替补批评和教练之间缺乏沟通，还指责教练对球星和替补球员双重标准。肯特州立大学枪击事件后，球员们又联合给尼克松总统发电报抗议，约翰·伍登则坚决反对学生涉入团体政治活动。约翰·伍登试图摆平这两次事件，直至球队部分主力威胁退队后，方才听取了球员的意见。比尔·沃顿在1971年接过中锋位置，UCLA继续在NCAA保持统治地位。1972-1973赛季的总决赛中，比尔·沃顿22投21中，拿下44分，带队以87-66击败孟菲斯州立大学夺冠。
1973-1974赛季，拥有比尔·沃顿和贾马尔·威尔克斯两位明星球员的UCLA在NCAA半决赛上遭遇戴维·汤普森领衔的北卡州立。在经历双加时后，UCLA以77-80输掉比赛，结束了NCAA锦标赛的38场连胜。1974-1975赛季，UCLA在NCAA半决赛对阵路易斯維爾大學，UCLA经过加时赛以75-74涉险过关，半决赛结束后，约翰·伍登在更衣室突然宣布在冠军赛后退休。UCLA最终击败肯塔基大学赢下了总决赛，约翰·伍登收获了第10个、也是他的最后一个NCAA总冠军。
纵观其执教的夺冠阵容，既有围绕贾巴尔或比尔·沃顿这样的中锋核心展开的，也有全员小个阵容。在其退休后，UCLA很长时间再未能问鼎NCAA总冠军，直到1994-95赛季才由教练吉姆·哈里克带领，夺得队史上的第11座总冠军。

## 后期
1960年，约翰·伍登以球员身份入选奈史密斯篮球名人纪念堂，1973年又以教练身份入选篮球名人纪念堂，成为首位以这两重身份入选名人纪念堂者。1977年，洛杉矶体育俱乐部开始颁发约翰·R·伍登奖，授予年度最佳大学篮球运动员。2003年，小布什总统颁给约翰·伍登總統自由勳章。
约翰·伍登提出了“成功金字塔”的理念，在晚年多从事成功学演讲，每年会开讲20-30场。
2010年5月26日，约翰·伍登因脱水被送入罗纳德·里根加州大学洛杉矶分校医疗中心，前球员贾马尔·威尔克斯和比尔·沃顿曾前去探望。2010年6月4日，约翰·伍登在医疗中心自然死亡，终年99岁。

## 执教记录

### 大学篮球
| 印第安纳师范学院（印第安纳校际联盟） | 印第安纳师范学院（印第安纳校际联盟） | 印第安纳师范学院（印第安纳校际联盟） | 印第安纳师范学院（印第安纳校际联盟） |
| 赛季                                 | 总战绩                               | 联盟排名                             | 季后赛                               |
| ------------------------------------ | ------------------------------------ | ------------------------------------ | ------------------------------------ |
| 1946-47                              | 17–8                                 | 第一                                 | NAIB拒邀                             |
| 1947-48                              | 27–7                                 | 第一                                 | NAIB亚军                             |

| UCLA（太平洋海岸联盟PCC） | UCLA（太平洋海岸联盟PCC） | UCLA（太平洋海岸联盟PCC） | UCLA（太平洋海岸联盟PCC） |
| 赛季                      | 总战绩                    | 联盟排名                  | 季后赛                    |
| ------------------------- | ------------------------- | ------------------------- | ------------------------- |
| 1948-49                   | 22–7                      | 南区第一                  |                           |
| 1949-50                   | 24-7                      | 第一                      | NCAA8强                   |
| 1950-51                   | 19-10                     | 南区并列第一              |                           |
| 1951-52                   | 19-12                     | 南区第一                  | NCAA16强                  |
| 1952-53                   | 16–8                      | 南区第三                  |                           |
| 1953-54                   | 18-7                      | 南区第二                  |                           |
| 1954-55                   | 21-5                      | 南区第一                  |                           |
| 1955-56                   | 22-6                      | 第一                      | NCAA远西区4强             |
| 1956-57                   | 22-4                      | 并列第二                  |                           |
| 1957-58                   | 16-10                     | 第三                      |                           |
| 1958-59                   | 16-9                      | 并列第三                  |                           |

| UCLA（太平洋八校联盟Pacific-8） | UCLA（太平洋八校联盟Pacific-8） | UCLA（太平洋八校联盟Pacific-8） | UCLA（太平洋八校联盟Pacific-8） |
| 赛季                            | 总战绩                          | 联盟排名                        | 季后赛                          |
| ------------------------------- | ------------------------------- | ------------------------------- | ------------------------------- |
| 1959-60                         | 14-12                           | 第二                            |                                 |
| 1960-61                         | 18-8                            | 第二                            |                                 |
| 1961-62                         | 18-11                           | 第一                            | NCAA最终4强                     |
| 1962-63                         | 20-9                            | 并列第一                        | NCAA西区4强                     |
| 1963-64                         | 30-0                            | 第一                            | NCAA总冠军                      |
| 1964-65                         | 28-2                            | 第一                            | NCAA总冠军                      |
| 1965-66                         | 18-8                            | 第二                            |                                 |
| 1966-67                         | 30-0                            | 第一                            | NCAA总冠军                      |
| 1967-68                         | 29-1                            | 第一                            | NCAA总冠军                      |
| 1968-69                         | 29-1                            | 第一                            | NCAA总冠军                      |
| 1969-70                         | 28-2                            | 第一                            | NCAA总冠军                      |
| 1970-71                         | 29-1                            | 第一                            | NCAA总冠军                      |
| 1971-72                         | 30-0                            | 第一                            | NCAA总冠军                      |
| 1972-73                         | 30-0                            | 第一                            | NCAA总冠军                      |
| 1973-74                         | 26-4                            | 第一                            | NCAA最终4强                     |
| 1974-75                         | 28-3                            | 第一                            | NCAA总冠军                      |